# Lilpri (groupe)
Lilpri ou Lilupuri (リルぷりっ, rirupuri, abréviation de Little Princess) est un groupe féminin de J-pop du Hello! Project, créé en avril 2010 à titre temporaire pour interpréter les génériques de la série anime Hime Chen! Otogi Chikku Idol Lilpri.

## Présentation
Le groupe est produit par Tsunku. Il est formé des trois idoles japonaises qui doublent et incarnent sur disque les héroïnes de la série, et qui font partie en parallèle du groupe S/mileage ; elles avaient été sélectionnées en 2004 dans le cadre du Hello! Pro Egg, et avaient déjà fait partie auparavant du groupe Shugo Chara Egg! créé pour la série anime similaire Shugo Chara!.
Lilpri enregistre la chanson Little Princess Pri! qui sert de premier générique d'ouverture à la série, tandis que la chanson de S/mileage Otona ni Narutte Muzukashii!!! lui sert de premier générique de fin. À partir de l'épisode 26, Lilpri interprète les deux nouveaux génériques de la série : Idolulu (ou Idol Rule, Idolūlu) et Vira Vira Viro. Le groupe cesse ses activités après la fin de la série, qui se termine en mars 2011.

## Membres
- Ayaka Wada (和田彩花, Wada Ayaka?, alias Ringo Yukimori), née le 1er aout 1994 (30 ans) (ex-ZYX-α, etc.)
- Yūka Maeda (前田憂佳, Maeda Yūka?, alias Leila Takashiro), née le 28 décembre 1994 (30 ans) (ex-High-King, etc.)
- Kanon Fukuda (福田花音, Fukuda Kanon?, alias Natsuki Sasahara), née le 12 mars 1995 (29 ans) (ex-Shin Mini Moni, etc.)

## Discographie
Singles
- 2010-06-16 : Little Princess Pri!
- 2010-11-17 : Idolulu